# Эрлих, Сергей Ефроимович
Серге́й Ефро́имович Э́рлих (также Эфроимович; род. 22 января 1961, Кишинёв, Молдавская ССР) — молдавский и российский историк, издатель, публицист; доктор исторических наук.

## Биография
В 1988 году окончил исторический факультет Кишинёвского государственного университета. В 2001 году в Санкт-Петербургском институте истории РАН защитил кандидатскую диссертацию по теме «Декабристская легенда Герцена», в 2015 году там же защитил докторскую диссертацию «Декабристы в исторической памяти (2000—2014)».
Директор издательства «Нестор-История» и совместной молдавско-российской программы книгоиздания «Кантемир» (Благодарная Молдавия — братскому народу России), издатель исторического альманаха «Нестор», автор мультимедийного продукта «Декабристы» и нескольких книг по истории декабристского движения и другим аспектам российской истории XIX века, историографии колонизационной политики России в Бессарабии: «Россия колдунов» (2003), «История мифа. Декабристская легенда Герцена» (2006), «Анти-Эрлих. Pro-Moldova» (2006), «Метафора мятежа: декабристы в политической риторике современной России» (2009), «Бес утопии. Утопия бессов» (2012).
Официальный представитель Международной федерации русскоязычных писателей в Молдове. Живёт в Санкт-Петербурге и Кишинёве.

## Книги
- Русская история. Ч. 1: От Рюрика до Николая II (экспресс-курс для абитуриентов, с Р. А. Рабиновичем и М. Е. Ткачуком). Ч. 2: От Ленина до Горбачева (с Р. Рабиновичем и Н. Рахмановой). СПб: Нестор-История, 1994 и 1997.
- Россия колдунов (включает эссе «Сакральная природа интеллигенции»; «Поклонение волхвам: Опыт динамического структурализма»; «История мифа: Декабристская легенда Герцена»; «Станет ли история учительницей жизни?»; «Технологии власти — проект оживления истории»). Кишинёв: Высшая антропологическая школа, 2003; СПб: Нестор-История и Алетейя, 2006. — 287 с.
- История мифа. «Декабристская легенда» Герцена. СПб: Алетейя, 2006. — 264 с.
- Анти-Эрлих. Pro-Moldova. Кишинёв: Высшая антропологическая школа и СПб: Алетейя, 2006.
- Метафора мятежа: декабристы в политической риторике путинской России. СПб—Кишинёв: Нестор-История, 2009. — 274 с.
- Бес утопии. Утопия бессов. СПб: Нестор-История, 2011. — 382 с.
- Декабристы в исторической памяти. Конец 1990 — начало 2010 гг. СПб: Нестор-История, 2014. — 384 с.
- Война мифов. Память о декабристах на рубеже тысячелетий. СПб: Нестор-История, 2016. — 552 с.